# هرمانية أوليفرية
هرمانية أوليفرية (الاسم العلمي:Hermannia oliveri) هي نوع من النباتات تتبع جنس الهرمانية من الفصيلة الخلنجية.